# Dioon caputoi
Dioon caputoi De Luca, Sabato & Vázq.Torres, 1980 è una pianta appartenente alla famiglia delle Zamiaceae, endemica del Messico

## Descrizione
La pianta raggiunge dimensioni minori rispetto ad altre specie dello stesso genere come D.edule o D. angustifolium, è alta fino a 60–90 cm. È caratterizzata da foglie strette di colore verde scuro che formano un angolo acuto col rachide, disposte in maniera regolare e distanziate tra loro.

## Distribuzione e habitat
La pianta è endemica dello Stato Puebla del Messico. Vive ad alte quote su terreni rocciosi e poveri di risorse. È piuttosto resistente all'aridità.

## Conservazione
La IUCN Red List classifica D. caputoi come specie in pericolo e la sua popolazione è in diminuzione. Nel 2003 nessuna delle popolazioni censite superava i 120 esemplari e il suo stato era considerato critico.

La sopravvivenza della specie è messa a rischio in particolare a causa del prelievo di esemplari da parte dei collezionisti. La specie è inserita nell'Appendice II della Convention on International Trade of Endangered Species (CITES).